# Gran Via (companie)
Gran Via este o companie de dezvoltare imobiliară din Spania.
Acționarii companiei sunt atât firme din construcții și imobiliare, cât și din industria auto (membri ai familiei Peugeot), transport public, industria alimentară sau financiară (BBVA).
Compania deține terenuri pentru construcția a circa 5.000 de apartamente în cartierul bucureștean Drumul Taberei.
Compania deține terenurile fostelor fabrici Tricodava, Electrotehnica și Frigocom din vestul Bucureștiului, pentru care a plătit în 2006 și 2007 aproape 100 de milioane de euro.
Cele trei loturi de teren au o suprafață de peste 10 hectare.
Gran Via mai un proiect la Constanța, în imediata vecinătate a șantierului pentru mallul Polus Center, unde a început lucrările de construcție la prima etapă a ansamblului rezidențial Flamenco, format din 400 de locuințe.